# آلتنا

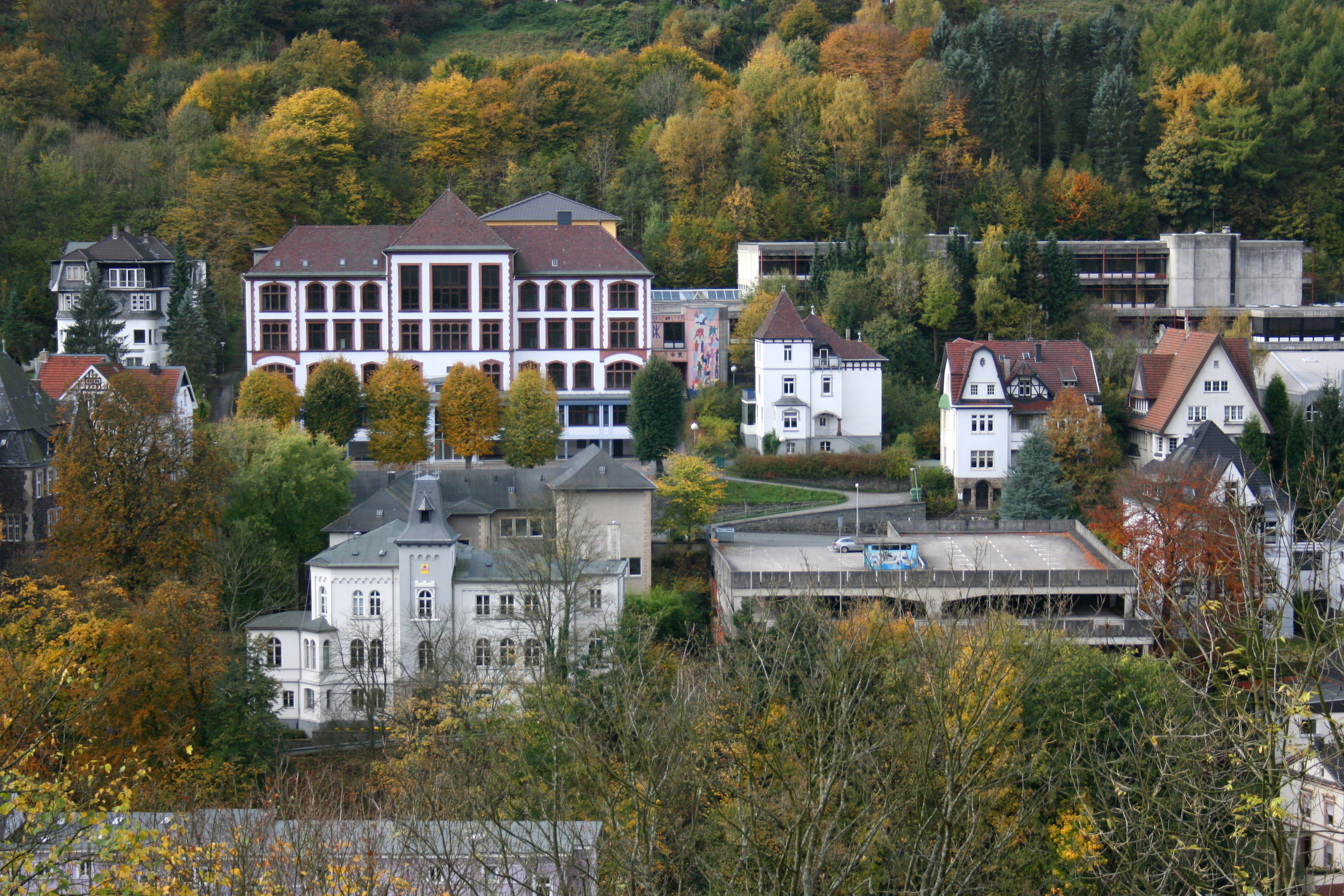
ورزشگاه و شهرداری شهر آلتنا

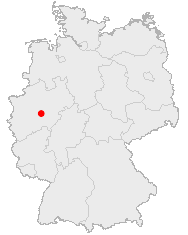
محل شهر آلتنا آلمان

آلتنا (Altena) شهری است در ایالت نوردراین-وستفالن آلمان.